# 尾張大隅
尾張大隅（おわり の おおすみ）は、飛鳥時代の人物。氏は尾治とも書く。姓は連で、後に宿禰を賜る。位階は贈従五位上。672年の壬申の乱の際、大海人皇子（天武天皇）に私宅を提供した。

## 経歴
『日本書紀』が壬申の乱を記す中に尾張大隅の名は現れない。大隅の功績は、『続日本紀』天平宝字元年（757年）12月9日条にある。それによれば、大海人皇子（天武天皇）が吉野宮を脱して関東（この場合鈴鹿関の東）に行った際、尾治大隅は私邸を掃除して行宮に提供し、軍資を出して助けたという。書紀にある大海人皇子の行動記録と照らし合わせてこの行宮の場所は美濃国の野上とするのが有力だが、これを伊勢国で鸕野讚良皇女（持統天皇）が住んだところとする説もある。
天武天皇13年（684年）12月2日に、尾張連など連姓の50氏が宿禰の姓を与えられた。
持統天皇10年（696年）5月8日に、天皇は尾張宿禰大隅に直広肆の位と水田40町を与えた。
霊亀2年（716年）に子の尾張稲置が大隅の功によって田を授かったことを記す『続日本紀』の記事中で、大隅は贈従五位上と記される。「贈」とあるため大隅がこのとき故人であったことがわかり、従五位上は大宝元年（701年）以降に用いられたから、没年は701年から716年の間と推測できる。
後、天平宝字元年（757年）12月9日に、太政官は尾治大隅の功田40町の内容を論じ、それが上功にあたり、三世に功田を伝えると定めた。

## 年譜
| 和暦               | 西暦          | 日付    | 事柄                                                     |
| ------------------ | ------------- | ------- | -------------------------------------------------------- |
| 天武天皇元年       | 672年         |         | 壬申の乱。大海人皇子（天武天皇）に私第と軍資を提供した。 |
| 天武天皇13年       | 684年         | 12月2日 | 尾張連が宿禰の姓を与えられた。                           |
| 持統天皇10年       | 696年         | 5月8日  | 直広肆の位と水田40町を与えられた。                       |
| 大宝元年 - 霊亀2年 | 701年 - 716年 |         | 没。従五位上の位を贈られた。                             |
| 霊亀2年            | 716年         | 4月8日  | 大隅の功により子の稲置が田を与えられた。                 |
| 天平宝字元年       | 757年         | 12月9日 | 壬申の乱のときの功績が上功とされた。                     |